# حمله ۲۰۲۵ پهلگام
در تاریخ ۲۲ آوریل ۲۰۲۵، در چمن بایسران نزدیک پهلگام در منطقه اننت‌ناگ تحت اداره هند جامو و کشمیر، شبه‌نظامیان وابسته به جبهه مقاومت به سمت گروهی از گردشگران هندو آتش گشودند که منجر به کشته شدن حداقل ۲۸ نفر و زخمی شدن بیش از ۲۰ نفر دیگر شد. این حمله، یکی از مرگبارترین حملات در منطقه پس از لغو وضعیت ویژه جامو و کشمیر بود که هدف آن غیرنظامیان بوده و به‌طور گزارش شده به منظور مقابله با تغییرات جمعیتی ادعایی در دره کشمیر انجام شده است.
حداقل ۲۸ نفر، از جمله گردشگران و مقامات، در این حمله کشته شدند و چندین نفر دیگر زخمی شدند. جبهه مقاومت، شاخه‌ای از گروه شبه‌نظامی لشکر طیبه، مسئولیت این حمله را بر عهده گرفت.